# Carbone organique dissous
Pour les articles homonymes, voir COD et DOC.

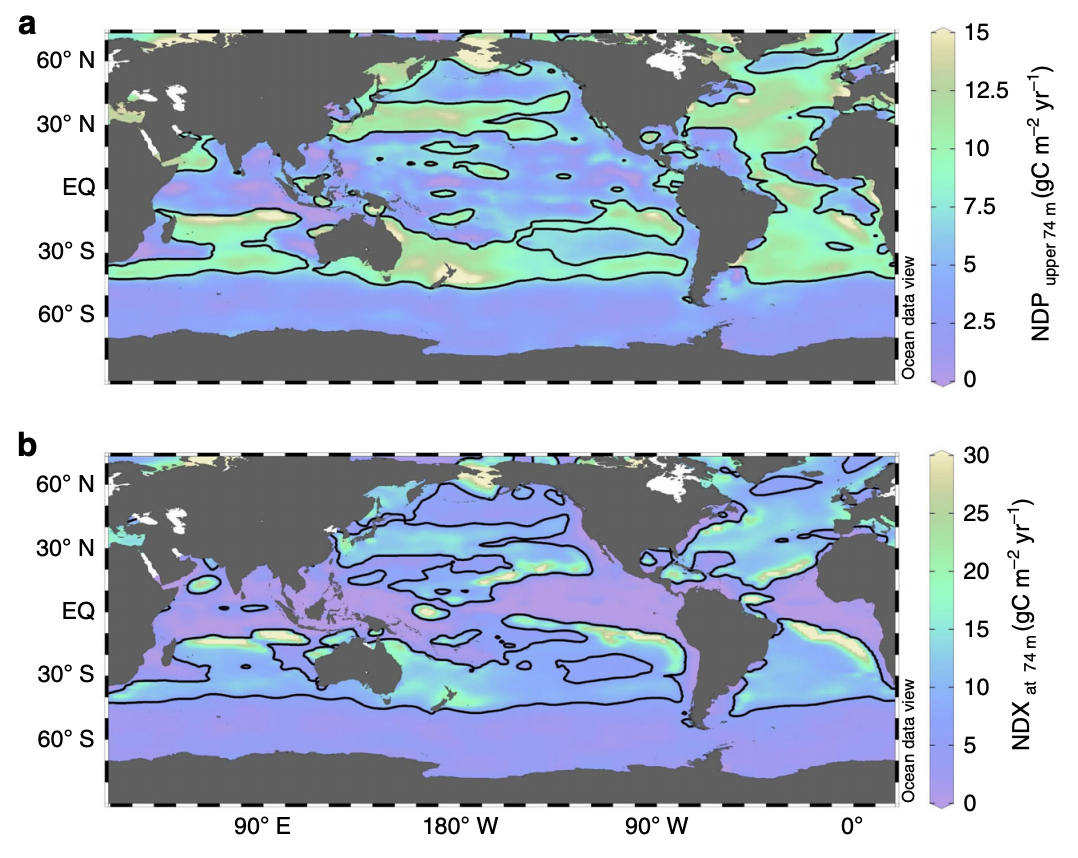
Flux de production et d'exportation de COD océanique. Cartes des flux de production et d'exportation nets de COD. Production nette de COD (NDP) dans les 74 m supérieurs (a) et exportation nette de COD (NDX) en dessous de 74 m (b). À l'état stable, la somme globale de NDX est égale à celle de NDP et est de 2,31 ± 0,60 PgC/an.

Le carbone organique dissous ou COD (en anglais, dissolved organic carbon ou DOC) est un paramètre global de la chimie de l'eau utilisé pour caractériser et suivre l’évolution du taux de carbone dissous dans les eaux (douces, saumâtres ou marines), ou  la pollution organique des milieux aquatiques. C'est une fraction parfois importante du carbone organique total (COT). La pollution par certaines matières organiques et le carbone dissous tend à augmenter dans le monde, dont en France, en Bretagne par exemple. Sa teneur dans l'océan a été longtemps sous-estimée, et commence à être mieux modélisée dans les années 1990. Avec d'autres éléments tels que les nitrates ou la silice, il peut être utilisé comme indicateur ou traceur de dégradation des écosystèmes, d'un massif forestier (incendié ou ayant subi une coupe rase, ou d'agrosystèmes dégradés par l'érosion dans les bassins versants alimentant un cours d'eau ou une masse d'eau. Son comportement dans les milieux karstiques ou dans les sols hydromorphes est différent. Il contribue au cycle du carbone et à l'alimentation de certains microorganismes situés en aval de la source d'origine de ce carbone. À condition de disposer d'autres éléments et des oligoéléments indispensables le carbone dissous est l'un des nutriments du bactérioplancton qui peut directement se nourrir du carbone organique extracellulaire d'autres organismes phytoplanctoniques (capacité qui varie beaucoup selon les bactéries). 
Ce paramètre physico-chimique interfère directement et indirectement avec le goût et la sécurité sanitaire de l'eau et c'est l'une des raisons du fait qu'il soit pris en compte par la réglementation de l'eau (par exemple en Ontario, « L’objectif organoleptique pour le carbone organique dissous (COD) est établi à 5 mg/l. Une teneur élevée en COD peut dénoter une détérioration de la qualité de l'eau durant son emmagasinage et sa distribution, car le carbone est un élément nutritif pour les bactéries et champignons aquatiques qui forment des films biologiques encroutants et surtout mucilagineux. Une forte teneur en COD peut aussi dénoter des problèmes liés aux sous-produits de la chloration » (ou d'un traitement UV)
La réglementation européenne (directive-cadre européenne sur l'eau 2000/60/DCE), recommande l'utilisation de l'indicateur COD (Carbone Organique Dissous) dans la définition du bon état écologique des eaux (en vigueur depuis 2014). Cette mesure est plus facile à mettre en œuvre que celle du COT, car de nombreux analyseurs physico-chimiques ne peuvent oxyder la totalité du carbone particulaire non dissous.
La teneur en COD peut être réduite en amont par une gestion plus écologique des bassins versants, et en station d'épuration, par exemple au moyen de traitements coagulants ou d'une filtration sur membrane spéciale (nanofiltration à haute pression),,.

## Matière organique dissoute
La matière organique dissoute (MOD) résulte de la décomposition des végétaux notamment dans le sol. Elle se caractérise par une grande diversité par rapport aux structures végétales d'origine. Elle joue un rôle crucial pour la séquestration du carbone atmosphérique dans les puits de carbone naturels.
Il semble que la désaromatisation oxydative (ODA) joue un rôle essentiel dans la constitution de la MOD à partir de polyphénols dérivés de la lignine.

## Éléments de définition
Le COD est une valeur quantitative qui regroupe une multitude de composés organiques et des significations physico-chimiques ou écologiques différentes, ayant pour principale origine la décomposition de débris organiques végétaux et animaux (excréments, excrétats + nécromasse) faisant partie des écosystèmes naturels (ou anthropisés) des masses d'eau ou d'un cours d'eau. 
Une partie du COD provient de substances organiques émises par les effluents municipaux (principalement les stations d'épuration), agricoles, agro-industrielles et industrielles, ou de l'agriculture dans le bassin versant.
Dans la nature, en milieu acide, des taux élevés de COD peuvent donner une coloration ambrée ou même brune à l'eau.

## Conséquences négatives
Il interfère avec la croissance des végétaux aquatiques et avec la disponibilité de l'oxygène dissous pour les organismes aquatiques animaux et certaines espèces bactériennes et fongiques.
Une élévation anormale du taux de COD influe en effet sur la concentration en oxygène dans l'eau, car les composés organiques tendent à être oxydés par l'oxygène dissous dans l'eau (on parle alors de demande chimique en oxygène, DCO) ou à être dégradés biologiquement par les micro-organismes présents dans l'eau, lesquels vont se multiplier et consommer l'oxygène de l'eau (on parle alors de demande biologique en oxygène, DBO5). Une forte concentration de COD peut réduire la concentration en oxygène dans les milieux aquatiques et affecter la biodiversité de ceux-ci.
Ce phénomène affecte l'efficacité de toutes les étapes du traitement de l'eau dans les stations d’épuration et de potabilisation (il peut dégrader la qualité de l'eau potable en générant des sous-produits de désinfection indésirables, parfois instables et considérés comme polluants émergents. Les COD des eaux arrivant en station d'épuration varient selon la saison et les types d'eaux usées.
Il interfère avec la cinétique et la forme et toxicité et écotoxicité de certains polluants dont notamment le mercure/méthylmercure,.

## Solutions technologiques de traitement
Certaines solutions s'inspirent (biomimétisme) des services écosystémiques naturellement rendus par les zones humides, c'est le cas du lagunage naturel, qui nécessite cependant un foncier suffisant.
Des solutions plus technologiques sont par exemple :
- l'oxydation par des superoxydants (ozone, chlore) ou sous ultraviolets, mais qui est source de sous-produits indésirables pour le goût et/ou toxiques ou écotoxiques ;
- coagulation ;
- les réacteurs à base d'échange d'ions, qui génèrent des déchets (saumures) parfois difficiles à gérer ;
- la filtration sur filtre céramique, relativement coûteuse et technologiquement complexe ;
- l'électrodialyse (qui permet aussi la désionisation de certains éléments[24]) ;
- diverses formes d'oxydation avancée (à différentes températures ou pression et en présence ou non de catalyseurs).

## Dosage
Il est plus facile que celui du COT, par plusieurs méthodes telle que la norme internationale ISO 7827, mais demande néanmoins des précautions particulières.

### Guides
- Document d’aide technique pour les normes, directives et objectifs associés à la qualité de l’eau potable en Ontario, juin 2003, révisé en juin 2006, PIBS 4449f01PDF, 44 p.